# Ghost Poker
Pour les articles homonymes, voir Dead Man's Hand.
Ghost Poker (Dead Man's Hand) est un film américain réalisé par Charles Band, sorti en 2007.

## Synopsis
Dans la banlieue de Las Vegas, Matthew Dragna hérite d'un vieux casino. Hélas, celui-ci est hanté par les mafieux massacrés par l'aïeul de Matthew.

## Fiche technique[1]
- Titre : Ghost Poker
- Titre original : Dead Man's Hand
- Réalisation : Charles Band
- Scénario : August White
- Direction artistique :
- Musique :
- Décors :
- Costumes :
- Photographie :
- Son :
- Montage : Elijah Dylan Costa
- Production : Charles Band et Joe Dain
  - Coproduction : Jason Koren
- Société de production : Shoot Productions
- Distribution DVD :  États-Unis : Full Moon Entertainment
- Budget : 200 000 $US[2].
- Pays de production :  États-Unis
- Format : Couleur - Son : Dolby
- Genre : Horreur
- Durée : 75 minutes[3]
- Date de sortie :
  - États-Unis : Juillet 2007

## Distribution
| - Wes Armstrong : Jimbo - Michael Berryman : Gil Wachetta - Kristyn Green : Paige - Sid Haig : Roy 'The Word' Donahue - Jessica Morris : Melissa - Lily Rains : Emily | - Kavan Reece : Skeeter - Bob Rumnock : Sam - Rico Simonini : BlackJack Dealer - Robin Sydney : JJ - Scott Whyte : Matthew |